# Ignacy Potocki

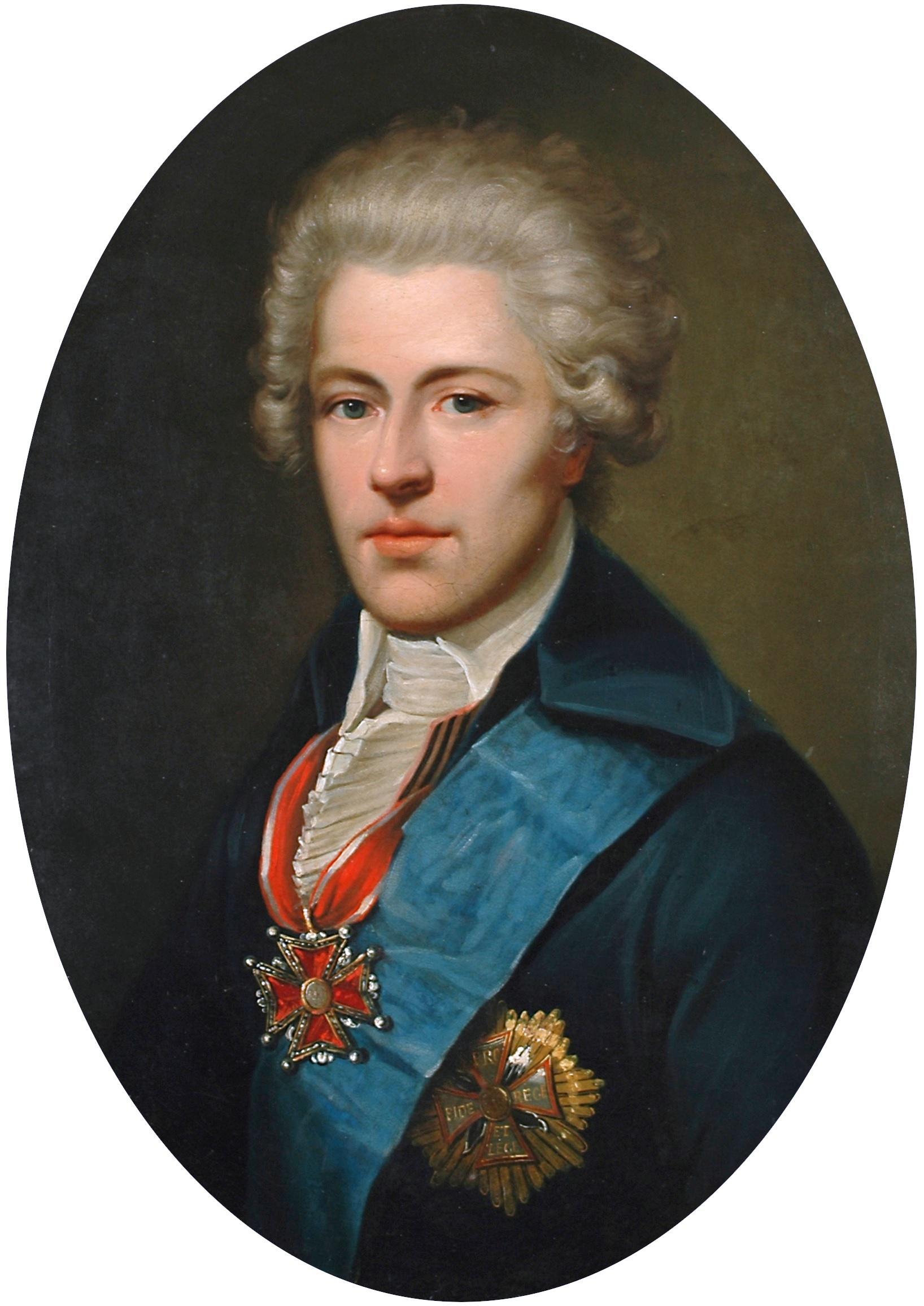
Portret Ignacego Potockiego z około 1783/4 roku

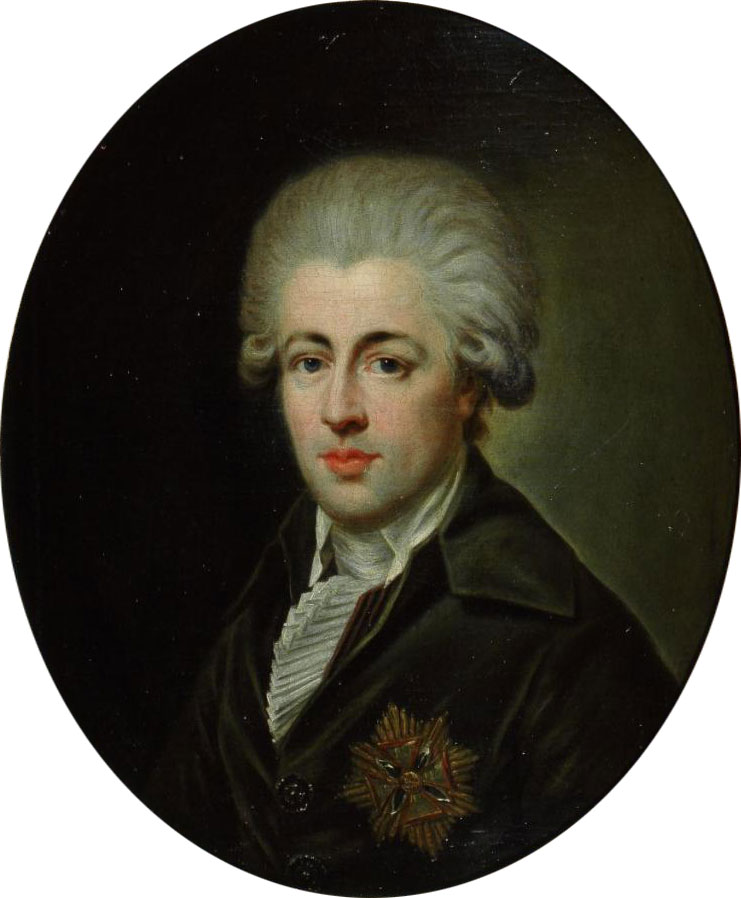
Mateusz Tokarski, Portret Ignacego Potockiego

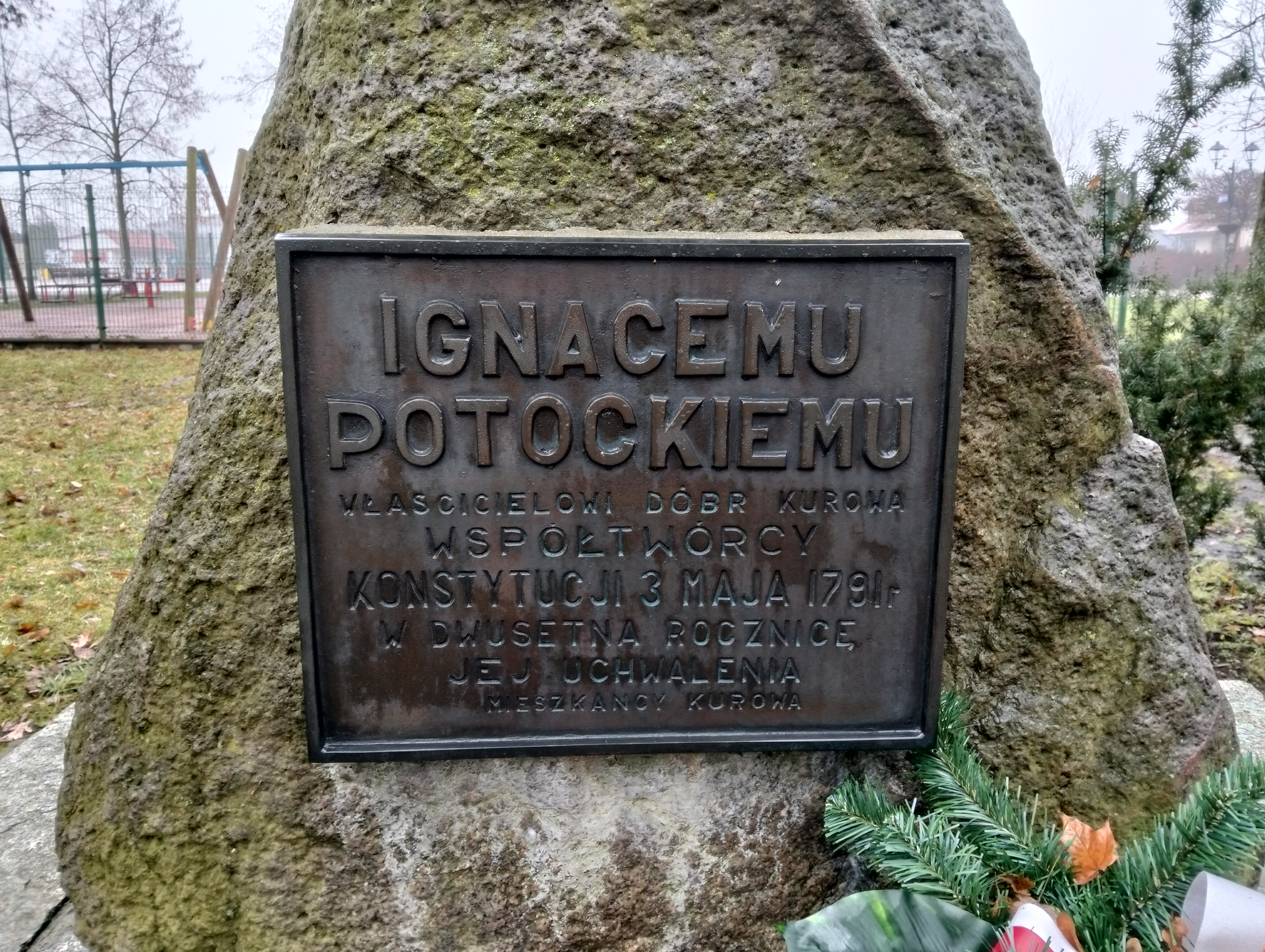
Tablica pamiątkowa w Kurowie

Roman Ignacy Franciszek Potocki herbu Pilawa, pseud., krypt., i alonimy: anonim; I. P.; J.P.; Jan K. Szabrański (ur. 28 lutego 1750 w Radzyniu Podlaskim, zm. 30 sierpnia 1809 w Wiedniu) – polski polityk i działacz patriotyczny, publicysta, dramatopisarz, poeta, pedagog, historyk i tłumacz, minister policji w 1791 roku, marszałek wielki litewski w latach 1791–1794, minister policji w Straży Praw, marszałek Rady Nieustającej i członek Departamentu Interesów Cudzoziemskich Rady Nieustającej w 1779 roku, członek Komisji Edukacji Narodowej w latach 1773–1791, w latach 1781–1784 wielki mistrz Wielkiego Wschodu Narodowego Polski.

## Życiorys
Syn Eustachego, pułkownika wojsk koronnych (późniejszego generała artylerii litewskiej), i Marianny Kątskiej. Brat Stanisława Kostki Potockiego.
Wychowanek pijarskiego Collegium Nobilium w Warszawie, następnie studiował nauki prawne w Rzymie (Nazarenum, w latach 1765–1768), przygotowując się do stanu duchownego. Przebywał jakiś czas we Włoszech, Francji i Niemczech. W kwietniu roku 1771 powrócił do Polski, a w rok później otrzymał posadę pisarza nadwornego litewskiego (1772–1782). 27 grudnia 1772 wziął ślub z Elżbietą Lubomirską, marszałkówną wielką koronną. Zastępując jemu matkę, czynna była do jego ożenku Katarzyna Kossakowska z Potockich (1722–1803). W 1773 został mianowany pisarzem wielkim litewskim. Był czołową postacią w polskim życiu publicznym w okresie panowania Stanisława Augusta Poniatowskiego (początkowo był jego przeciwnikiem, spiskował przeciwko królowi w Petersburgu w roku 1776, później był przywódcą Stronnictwa Patriotycznego), współtwórcą Konstytucji 3 Maja. W roku 1778 odznaczony Orderem Orła Białego. Pełnił m.in. funkcje marszałka Rady Nieustającej (1778–1780), a następnie był jej członkiem (do roku 1784). Od roku 1777 należał do wolnomularstwa (VIII stopień wtajemniczenia), był wówczas członkiem loży Świątynia Izis. W roku 1780 działał w deputacji powołanej do rozpatrzenia gospodarki finansowej A. Tyzenhauza. W roku 1781 został Wielkim Mistrzem Wielkiej Loży Narodowej Wielkiego Wschodu Polski, funkcję tę pełnił do 4 marca 1784. Stanął też na czele Rady Niewidzialnej i Tajnej, organu zrzeszającego polskich masonów najwyższych stopni wtajemniczenia. Na sejmie roku 1782 czynnie wystąpił w obronie biskupa K. Sołtyka. W roku 1783 został mianowany marszałkiem nadwornym litewskim, później marszałkiem wielkim litewskim (1791–1794). 22 kwietnia 1783 zmarła mu żona, Elżbieta Lubomirska. Wkrótce po jej pogrzebie wyjechał z Polski w półtoraroczną podróż po Włoszech i Francji.
Na Sejmie Rozbiorowym 1773–1775 został członkiem Komisji Edukacji Narodowej (był nim przez 21 lat: od 14 października 1773 aż do roku 1794) i Komisji Emfiteutycznej Litewskiej. Na zlecenie Komisji Edukacji Narodowej w roku 1774 opracował projekt reform szkolnictwa średniego, którego wynikiem był Przepis na szkoły wojewódzkie oparty na filozofii Franciszka Bacona. Był też inicjatorem i przewodniczącym Towarzystwa do Ksiąg Elementarnych (1775–1788), a w latach 1774–1794 administrował Biblioteką Załuskich. W latach 1777–1778 był aktywnym członkiem Towarzystwa Fizycznego. W tym okresie (1776–1783) należał do antykrólewskiej opozycji magnackiej. Przez kilka miesięcy (od XII 1776 do III 1777) podróżował do Petersburga w towarzystwie F. K. Branickiego. Poseł na sejm 1778 roku z województwa lubelskiego. W roku 1783, po śmierci S. Lubomirskiego, stanął na czele opozycji magnackiej.
Założył wraz z bratem Stanisławem Kostką miejscowość Olesin oraz wraz z Grzegorzem Piramowiczem szkołę elementarną w Kurowie. W roku 1774 został kawalerem Orderu Świętego Stanisława.
Był członkiem konfederacji Sejmu Czteroletniego. Wybrany ex ministerio sędzią Sejmu Czteroletniego w 1788 roku. Wybrany członkiem wyłonionej w 1788 roku przez Sejm Czteroletni Deputacji Interesów Zagranicznych. Był członkiem wyłonionej w roku 1789 przez Sejm Czteroletni Deputacji do Formy Rządu, do której zadań należało opracowanie projektu zmiany ustroju Rzeczypospolitej. 17 grudnia 1789 do sejmu wniesiono jego tekst, zaaprobowany przez deputację Zasady do formy rządów.
Ignacy Potocki miał (wraz z Kołłątajem) duży udział w tworzeniu Konstytucji 3 Maja. Propagował supremację sejmu nad władzą wykonawczą. Sprzeciwił się ustanowieniu w konstytucji Komisji Sprawiedliwości, czego chciał król Stanisław August Poniatowski (główny autor tekstu konstytucji), ponieważ uważał, iż ministerstwo sprawiedliwości narusza rozdział władzy wykonawczej i sądowniczej. Zwolennik sojuszu z Prusami, przyczynił się do zawarcia nieskutecznego dla Polski układu w roku 1790. 2 maja 1791 roku podpisał asekurację, w której zobowiązał się do popierania projektu Ustawy Rządowej. W 1791 był jednym z założycieli Zgromadzenia Przyjaciół Konstytucji Rządowej.
W czerwcu 1792 pojechał do Berlina, próbując rokować z Fryderykiem Wilhelmem II. W czasie wojny polsko-rosyjskiej, na zebraniu ministrów Rzeczypospolitej 23 lipca 1792 był przeciwny decyzji króla Stanisława Augusta Poniatowskiego o jego przystąpieniu do konfederacji targowickiej i zalecał kontynuowanie oporu. W roku 1792, po zwycięstwie Targowicy, na emigracji w Dreźnie, skąd uczestniczył w przygotowaniach do powstania. W czasie insurekcji kościuszkowskiej 1794 był jednym z jej głównych przywódców, reprezentował skrzydło umiarkowane. Wszedł w skład Rady Najwyższej Narodowej, zostając szefem Wydziału Interesów Zagranicznych. W tej roli bezskutecznie zabiegał o poparcie dla insurekcji za granicą. Odważnie zgłosił się do negocjacji z Rosjanami po rzezi Pragi przez wojska Suworowa, któremu ofiarował koronę polską dla w. ks. Konstantego.
Po upadku powstania w niewoli rosyjskiej w Petersburgu. Za poręczeniem Augusta Ilińskiego zwolniony przez cara Pawła I w roku 1796. Osiadł w Klementowicach i zajął się studiami historycznymi oraz pracą literacką. Członek Towarzystwa Warszawskiego Przyjaciół Nauk. Za Księstwa Warszawskiego, po wyzwoleniu Galicji w roku 1809 przez wojska ks. Poniatowskiego, wrócił do działalności politycznej. Zmarł wkrótce potem w Wiedniu, gdy przebywał tam z misją dyplomatyczną do Napoleona w sprawie włączenia Galicji do Księstwa w rezultacie wygranej wojny austriacko-polskiej. Pochowany w Wilanowie.

## Twórczość
Jest współautorem dzieła: O ustanowieniu i upadku Konstytucji 3 maja (1791), Rozprawy o wpływie reformacji na politykę i oświatę w Polsce (wyd. Kot, 1922), kilku broszur politycznych i prób poetyckich. Ignacy Potocki napisał też Historję Królów Elekcyjnych.

### Dzieła i mowy
1. Pamiętnik o ustanowieniu porządku w nauce prawa cywilnego i o założeniu zgromadzenia prawnych ludzi, wygł. Warszawa 11 czerwca 1772, na obiedzie czwartkowym; ogł. pod kryptonimem J.P., „Zabawy Przyjemne i Pożyteczne” 1772, t. 5, cz. 2; wyd. osobne pt. Pamiętnik pierwszy (Warszawa) 1772; cz. 2 pt. Pamiętnik drugi; ogł. anonimowo „Zabawy Przyjemne i Pożyteczne” 1772, t. 6, cz. 2; przedr. „Monitor” 1784 nr 88–90; autorstwo niepewne: K. M. Mrozowski, Estreicher (XXV, 1913, 146) i J. Rudnicka przypisują I. Potockiemu; W. Smoleński natomiast A. Zamoyskiemu; A.M. Skałkowski domyśla się autora w Janie Przyłuskim, prokuratorze domu warszawskiego jezuitów i autorze „Zabaw...” (Józef Wybicki. I: 1747-1795, Poznań 1927, s. 21)
2. Myśli o edukacji i instrukcji w Polszcze ustanowić się mającej. Projekt przedstawiony Komisji Edukacji Narodowej 24 marca 1774, ogł. S. Kot: Adama Czartoryskiego i I. Potockiego projekty urządzenia wychowania publicznego, „Epoka wielkiej reformy” Lwów 1923 i odb.; rękopis: Archiwum Główne Akt Dawnych (Archiwum Wilanowskie, sygn. 273) – Wstęp do mów Demostenesa przekładania I. Nagurczewskiego P. R. w: Filipiki Demostenesa z przyłączeniem uwag historycznych i politycznych. Przekładania I. Nagurczewskiego t. 1, Warszawa 1774 (2 warianty tytułowe); „Wstęp” podpisany przez Potockiego opatrzony osobną paginacją (od I do XLVIII), włączony pomiędzy dedykacją tłumacza a „Przedmową tłumacza”. W niektórych egzemplarzach Wstęp ten nie występuje
3. Przemowa... komisarza Edukacji Narodowej przy ustanowieniu i otwarciu w Lublinie szkół wojewódzkich miana dnia 18 października 1774, brak miejsca wydania (1774)
4. Zbiór anektodów petersbursich, powst. 1776, rękopis: Archiwum Główne Akt Dawnych (Archiwum Wilanowskie, sygn. 273 II, 8)
5. Sekator. Komedia w 3 aktach, powst. 1777, rękopis: Archiwum Główne Akt Dawnych (Archiwum Wilanowskie, sygn. 273 II, 10)
6. Observations sur l’ouvrage intitulé Essai sur l’histoire littéraire de Pologne, brak miejsca wydania (1778); autorstwo niepewne według domniemania Estreichera; według K. M. Morawskiego autorstwa Potockiego jest inny druk, polemizujący również z J.B. Dubois de Jancigny, przypisywany przez Estreichera (XIX, 1903, 213) J. Kazimierskiemu: Exemplum litterarum Georgii Veridicini ad clarissimum virem Georgium Veramantium occasione vulgati nuper Gallice libri, qui specimen historiae Polonae inscribitur datarum, Warszawa 1778
7. Głos... przy usprawiedliwieniu czynów Rady Nieustającej, 19 października 1780, brak miejsca wydania (1780); druk zawiera także: Pożegnanie Rady Nieustającej na sesji 30 września przez tegoż
8. O Akademii Krakowskiej poema w 3 pieśniach, powst. 1781, rękopis: Archiwum Główne Akt Dawnych (Archiwum Wilanowskie, sygn. 273 II, 7); datowany Estreicher XXV, 146
9. Pożar w Pałacu Rzeczypospolitej. Drama liryczne, powst. po 12 grudnia 1782, rękopis: Archiwum Główne Akt Dawnych (Archiwum Wilanowskie, sygn. 273 II, 12)
10. Wypis instrukcji i rezolucji stosujących się do wizyty i reformy Akademii Krakowskiej dokonanej przez Hugona Kołłątaja z usprawiedliwieniem każdego punktu, powst. przed rokiem 1783; z rękopisu Biblioteki PAN Kraków sygn. 63 ogł. J. Lewicki, „Książka pamiątkowa ku uczczeniu jubileuszu 300 rocznicy założenia Gimnazjum Św. Anny w Krakowie”, Kraków 1888
11. Wiersze okolicznościowe i ulotne pisane w latach 1783–1785, rękopisy: Archiwum Główne Akt Dawnych (Archiwum Wilanowskie, sygn. 221; 273 II, 14); wiersze druk.: Oda o balonie, ogł. K. M. Morawski: Ignacy Potocki cz. 1, Warszawa 1911, s. 118–120; przedr. w: Z wieku Łazienek, Kraków 1913, s. 158–161 – Rady do ozdoby ogrodu Klementowickiego... napisane pod imieniem niespełnego rozumu szlachcica Jana K. Szabrańskiego, który przy autorze bawił w tychże Klementowicach, „Sławianin” 1839, s. 153–155; także pt. Ignacego Potockiego rady, jak ozdobić ogród klementowicki, ogł. J. Szujski jako wiersz E. Sanguszki (Próby Muzy ks. E. Sanguszki. Dodatek do: E. Sanguszko: Pamiętniki, Kraków 1876, s. 173–176); kilka tytułów innych wierszy wymienia J. Rudnicka: Biblioteka I. Potockiego, Wrocław 1953, s. 69
12. Głos podziękowania za laskę nadworną W. Ks. Litewskiego... na Sejmie Walnym Grodzieńskim dnia 23 października miany, Warszawa (1784)
13. Zdanie... względem ustanowienia katedry literatury w Szkołach Głównych, wygł. 14 stycznia 1785 na sesji Towarzystwa do Ksiąg Elementarnych, ogł. L. Kamykowski: Katedra literatury w Krakowie za czasów Komisji Edukacji Narodowej, „Pamiętnik Literacki” rocznik 33 (1936); „Księga referatów Zjazdu Naukowego im. I. Krasickiego”, Lwów 1936, s. 221–234 i nadb.
14. Głosy... na sesji sejmowej dnia 24 października 1786 r. miane (Warszawa 1786)
15. Głosy... na sesji sejmowej dnia 24 października 1788 r. o rządzie nad wojskiem, brak miejsca wydania (1788); w czasie tego sejmu wydano ponadto osobno następujące mowy z: 14 i 19 stycznia, 12 marca, 20 kwietnia, 5 maja, 6 listopada, 10 grudnia 1789; 10 i 15 marca, 10 maja, 18, 21 i 28 grudnia 1790; 31 marca, 3 maja, 21 listopada 1791; 17 stycznia 1792; przekł. francuski: Sur l’autorité militaire. Avis de... prononcé en diète, dans la séance du 24 8bre 1788, brak miejsca wydania (1788); także: Avis... du 19 janvier 1789, brak miejsca wydania (1789) – Avis... du 20 avril 1789, brak miejsca wydania (1789)
16. Zasady do poprawy rządu r. 1789, brak miejsca i roku wydania; także nieco zmienione: Zasady do poprawy formy rządu na sesji sejmowej dnia 23 Decembra 1789 jednomyślnością uchwalone, brak miejsca i roku wydania; wyd. następne w: Volumina legum t. 9, Kraków 1889, s. 157–159; brulion i czystopis (redakcje 1. i 2.) w Archiwum Głównym Akt Dawnych (Archiwum Wilanowskie, sygn. 98: s. 159–161, 163-164); na pierwodruku podpisany jest A.S. Krasiński jako przewodniczący Deputacji do Formy Rządu, autorem jednak jest I. Potocki – Projekt do formy rządu. Przedłożony sejmowi 2 sierpnia 1790, brak miejsca wydania (1790, dwa wydania); bruliony i czystopis w rękopisach: Archiwum Głównym Akt Dawnych (Archiwum Wilanowskie, sygn. 99, 104); projekt ogłoszono jako dzieło Deputacji do Formy Rządu, jak wyżej poz. 16
17. Odpowiedź do J.W. Stanisława Szczęsnego Potockiego... posła wdztwa bracławskiego, na odezwę jego do Narodu przed sejmikami z determinacji Stanów 16 Novembris 1790 nastąpić mającymi, pisana i powszechności udzielona, brak miejsca wydania (1790)
18. Refleksje nad pismem wydanym pod imieniem Imci Pana Rzewuskiego, hetmana polnego koronnego, Warszawa 1790; autorstwo niepewne, kwestionuje je W. Konopczyński (Wśród błędów, „Przegląd Powszechny” 1950 nr 7/8)
19. Na pismo, któremu napis: O konstytucji 3 Maja 1791. Do JWW. Zaleskiego trockiego i Matuszewica brzeskiego, litewskich posłów odpowiedź, (Lwów 1791, 2 wydania); autorstwo niepewne: Estreicher przypisał je I. Ledóchowskiemu, następnie (XXV, 144) za W. Smoleńskim przypisał je I. Potockiemu; R. Pilat przypisywał je H. Kołłątajowi
20. O rokoszu pod Targowicą rzecz krótka, brak miejsca wydania (1792); „Korespondent Warszawski” 1792 nr 34-35; broszura ta weszła następnie z pewnymi zmianami w skład poz. 21; autorstwo niepewne, Estreicher XXV, 144 przypisuje je za W. Smoleńskim (Publicyści anonimowi..., Warszawa 1912) Potockiemu, przypisywane jest również F. K. Dmochowskiemu, a wcześniej było przypisywane także H. Kołłątajowi
21. O ustanowieniu i upadku Konstytucji 3 maja 1791 cz. 1-2, Metz (właściwie: Lipsk lub Kraków) 1793; wyd. następne: Lwów 1793 (Warszawa 1794); Warszawa 1830 (wyd. arkuszami); Paryż 1868 „Biblioteka Ludowa” nr 21-26; Lwów brak roku wydania „Biblioteka Mrówki” nr 146-151; fragm. w: H. Kołłątaj: Wybór pism, Kraków 1912; H. Kołłątaj: Wybór pism politycznych, Wrocław (1952) „Biblioteka Narodowa” seria I, nr 140; współautor dzieła: H. Kołłątaj; wyd. F. K. Dmochowski, któremu również przypisywano współautorstwo; przekł. niemiecki: S.B. Linde: Vom Entstehen und Untergagnge der polnischen Konstitution vom 3-ten Mai 1791, t. 1-2 (Lipsk) 1793
22. Epoki nauk w Polszcze. Projekt dzieła, powst. po roku 1796, ogł. J. Rudnicka: I. Potockiego zapowiedź dzieła Epoki nauk w Polszcze, „Studia i Materiały z Dziejów Nauki Polskiej” t. 2 (1954) i nadb.; rękopis: jak wyżej poz. 16 (sygn. 273)
23. List do redaktora „Pamiętnika Warszawskiego” o nowym przełożeniu na polskie poetyki Horacego, przez samego onejże tłumacza przesłany, „Nowy Pamiętnik Warszawski” t. 4 (1801), s. 94–107 i odb., Warszawa 1801; podpisany kryptonimem J.P.; Estreicher (III, 1876, 5) błędnie przypisywał autorstwo J. Przybylskiemu; w tekście listu znajdują się duże fragmenty wspomnianego przekładu
24. Le Tyran et l’honnête homme. Z Horacjusza, powst. około roku 1801, ogł. J. Rudnicka jak wyżej poz. 11, s. 69; rękopis w książce: Le Poésies de Horace t. 2, Paryż 1781, egzemplarz: Biblioteka Narodowa (Zbiory Wilanowskie, sygn. W 18032)
25. Postrzeżenia... w dziele Tadeusza Czackiego O litewskich o polskich prawach, powst. 28 lutego 1802, „Pamiętnik Warszawski” t. 2 (1815) s. 194–212, 335-356; t. 3 (1815) s. 217–235
26. Jaki był wpływ reformacji (to jest zmiany nauki i karności kościelnej) przez Marcina Lutra wprowadzonej do stanu politycznego w Polszcze i do postępku w niej oświecenia narodowego, powst. w latach 1805–1806, ogł. S. Kot, „Reformacja w Polsce” 1922, t. 2 i osobno Kraków 1922; rękopis: Archiwum Główne Akt Dawnych (Archiwum Wilanowskie, sygn. 200); utwór napisany na konkurs Towarzystwa Warszawskiego Przyjaciół Nauk z 3 marca 1805
27. Poczet muzyków, muzykopisów i kompozytorów polskich, „Pamiętnik Warszawski” t. 10, s. 225–230 (luty 1818)
28. Historia królów elekcyjnych od Zygmunta III do Stanisława Augusta, ogł. W. Tarnowski, oprac. S. Kunasiewicz, „Archiwum Wróblewieckie” zeszyt 3, Poznań 1878 (powst. prawdopodobnie w roku 1792; porównaj H. Kołłątaj: Listy pisane z emigracji t. 1, Poznań 1872, s. 64)
29. Uwagi o architekturze, rękopis: Archiwum Główne Akt Dawnych (Archiwum Wilanowskie, sygn. 278); drobne fragmenty cyt. J. Rudnicka jak wyżej poz. 11, s. 67
30. Przysłowia (2 krótkie utwory dramatyczne bez tytułu i fragment trzeciego), rękopis: Archiwum Główne Akt Dawnych (Archiwum Wilanowskie, sygn. 273 II: 6, 14).

Artykuły i drobne utwory Potockiego ogłaszał „Pamiętnik Warszawski” (1815, 1818). Wydał ponadto szereg urzędowych uniwersałów i pism (zobacz Estreicher XXV); uniwersały Potockiego wydane imieniem Komisji Edukacji Narodowej przedr. J. Lewicki w: Ustawodawstwo szkolne za czasów Komisji Edukacji Narodowej, Kraków 1925.
Wiele pism politycznych, naukowych i literackich pozostawił Potocki w rękopisach (m.in.): Archiwum Główne Akt Dawnych: Archiwum Wilanowskie, sygn. 273 I–II (Dzieła uczone...), sygn. 101 (bruliony pism politycznych z okresu Sejmu Wielkiego), sygn. 275 (bruliony mów i głosów dyskusyjnych wypowiedzianych na Radzie Nieustającej, sejmach i w różnych komisjach, bruliony memoriałów), sygn. 197 i 308a (projekty ustaw sprzed Konstytucji 3 Maja); Metryka Litewska IX/23, IX/26 (jak wyżej) – Biblioteka KUL 71 (2) nr 620 (jak wyżej) – Ossolineum, sygn. 6847/I–II (Teki W. Kalinki, t. 3).
Niektóre pisma włączone do rejestru twórczości I. Potockiego mają autorstwo niepewne; poprzednio przyznawano mu także m.in.: Listy polskie pisane w r. 1785, wydane przez Jana Wit...; Uwagi polityczne do prawideł religii i zdrowej filozofii zastosowane..., Warszawa 1792; List drugi Obywatela Wołyńskiego do Obywatela Mazowieckiego 12 marca 1790, Warszawa 1791; Do JW JMci Panów Tadeusza Czackiego... i Mikołaja Wolskiego... z okoliczności wydanego pisma o Konstytucji 3 Maja.

### Przekłady
1. E.Condillac: Logika. Czytana na posiedzeniu Tow. do Ksiąg Elementarnych, Warszawa 1778, niewydana, rękopis (odpis): Archiwum Główne Akt Dawnych (Archiwum Wilanowskie, sygn. 215), bruliony oryginalne jak wyżej sygn. 273 II
2. Stanisławowi Małachowskiemu, marszałkowi konfederacji i sejmu, uwielbienie. Wiersz z łacińskiego przełożony, brak miejsca wydania (1789?)
3. Q. Horatius Flaccus: List do Pizonów, fragm. zobacz Ważniejsze dzieła i mowy poz. 23.

### Listy i materiały
1. Do matki, Marii Eustachowej Potockiej z lat 1765–1766, rękopis: Archiwum Główne Akt Dawnych (Archiwum Wilanowskie, sygn. 318 I–II)
2. Do I. Krasickiego z 13 października 1767 i marca 1768, z rękopisu jak wyżej sygn. 273 I wyd. Z. Goliński, M. Klimowicz, R. Wołoszyński w: Korespondencja Ignacego Krasickiego t. 1, Wrocław 1958
3. Do brata, Stanisława Kostki Potockiego w zbiorze z lat 1772–1777, rękopis jak wyżej sygn. 260 – w zbiorze z lat 1786–1806, rękopis jak wyżej sygn. 265 I–II – w zbiorze z lat 1787–1809 (także listy do bratowej, Aleksandry Stanisławowej Potockiej), rękopis jak wyżej sygn. 279 b I
4. Do teścia, S. Lubomirskiego z 8 marca i 23 kwietnia 1776 z Petersburga, ogł. K. S. Morawski: I. Potocki cz. 1, Warszawa 1911, s. 105 i następne; tu także ogł. list od F. K. Branickiego z 15 grudnia 1784 (s. 122–123); porównaj ponadto poz. 26
5. Korespondencja z E. Condillac z lat 1777–1778, rękopis: Archiwum Popielów, sygn. 139 (Archiwum Główne Akt Dawnych?); list Potockiego z roku 1777 w sprawie ułożenia podręcznika logiki dla szkół publicznych ogł. w dziełach Condillaca, zobacz także: A. Jobert: Une Correspondance polonaise de Condillac, „Revue d’Histoire Moderne” t. 11 (1936); kopia listu Condillaca z roku 1779 w Bibliotece Jagiellońskiej, sygn. 7923 IV – do G.B. de Mably z 2 września 1777; inform. i fragmenty cyt. Sz. Askenazy: Studia historyczno-krytyczne, Kraków 1897, s. 35–36
6. Korespondencja ze Stanisławem Augustem z lat 1778, 1781–1783, rękopisy: Biblioteka Czartoryskich, sygn. 683, 719, 929 – do Stanisława Augusta z roku 1788, rękopis: Ossolineum, sygn. 527/III; fragmenty ogł. M. Janik: Hugo Kołłątaj, Lwów 1913, s. 95–96 – z roku 1791, rękopis: Archiwum Główne Akt Dawnych (Archiwum Królestwa Polskiego, sygn. 392), porównaj ponadto poz. 28
7. Do nieznanego adresata z roku 1779, rękopis: Archiwum Główne Akt Dawnych (Archiwum Wilanowskie, sygn. 372, 20)
8. Do Ludwiki z Mniszchów Józefowej Potockiej z roku 1780, rękopis: Ossolineum, sygn. 11629/II
9. Do H. Kołłątaja z 17 listopada 1781, rękopis znajduje się w Moskwie (inform. za W. Tokarzem podał K. M. Morawski)
10. Do Seweryna Rzewuskiego z lat 1784–1786, rękopis: Wojewódzkie Archiwum Państwowe Kraków (Archiwum Podhorodeckie, sygn. II 2/86); cyt. E. Rostworowski w: Sprawa aukcji wojska na tle sytuacji politycznej przed Sejmem Czteroletnim, Warszawa 1957
11. Do E. Sapieżyny z 11 czerwca 1784 i 3 września 1786, rękopisy znajdowały się w Bibliotece Krasińskich (Archiwum Kodeńskie)
12. Do Izabeli Czartoryskiej z lat 1786–1802, rękopis: Biblioteka Czartoryskich, sygn. III 1961
13. Do E. d’Aloy 153 listy z lat 1789–1791, rękopis: Archiwum Główne Akt Dawnych (Archiwum Wilanowskie, sygn. 277 I); fragmenty cyt. E. Rostworowski w: Legendy i fakty XVIII w., Warszawa 1963
14. Do S. Piatollego z lat 1791–1793, rękopis jak wyżej sygn. 273 I; fragmenty cyt. E. Rostworowski w: Legendy i fakty XVIII w., Warszawa 1963 – do Józefa Mostowskiego, w zbiorze z lat 1791–1794, rękopis: Biblioteka Narodowa (BOZ, sygn. 834)
15. Do córki, K. Potockiej 5 listów z Petersburga z lat 1795–1796, ogł. W. Tarnowski, oprac. S. Kunasiewicz, „Archiwum Wróblewieckie” zeszyt 3, Poznań 1878
16. Do bratanka, Aleksandra Potockiego w zbiorze z lat 1795–1827, rękopis: Archiwum Główne Akt Dawnych (Archiwum Wilanowskie, sygn. 286)
17. Do G.E. Grodka z roku 1800, rękopis: Biblioteka Jagiellońska, sygn. 3097
18. Do J. U. Niemcewicza z 25 kwietnia 1803, rękopis: Archiwum Główne Akt Dawnych (Archiwum Wilanowskie, sygn. 178), ogł. J. Rudnicka w: Biblioteka Wilanowska. Dwieście lat dziejów (1741-1932), Warszawa 1967
19. Do A.J. Czartoryskiego z lat 1804–1805, rękopis: Biblioteka Czartoryskich (Archiwum Domowe, sygn. 1226) – do J. Albertrandiego w zbiorze z lat 1765–1805, rękopis: Biblioteka PAN Kraków, sygn. 1 (A/a)
20. Do Jana Śniadeckiego z roku 1808, rękopis: Biblioteka Jagiellońska, sygn. 3131
21. Do S.B. Lindego brak daty, rękopis: Biblioteka Jagiellońska, sygn. 7860 IV
22. Listy, rękopisy: Universitätsbibliothek w Lipsku – Kestnersammlung (Polonica)
23. Bruliony listów, rękopisy: Archiwum Główne Akt Dawnych (Archiwum Wilanowskie, sygn. 14, 276)
24. Od Stanisława Kostki Potockiego w zbiorze z lat 1771–1777, rękopis: Archiwum Główne Akt Dawnych (Archiwum Wilanowskie, sygn. 260) – bruliony z lat 1772–1777, rękopis jak wyżej sygn. 261 – z lat 1789–1790 (także od jego żony Aleksandry z Lubomirskich), rękopis jak wyżej sygn. 279 b V – z roku 1792, rękopis jak wyżej sygn. 279 b VII – 17 listów z: Berlina, Karlsbadu i Drezna z lat 1792–1794, rękopis jak wyżej sygn. 280 (B, 5)
25. Od A.K. Czartoryskiego z roku 1776 do Petersburga, ogł. K. M. Morawski jak wyżej poz. 4, s. 109–110 – w zbiorze z lat 1783–1792, rękopis: Archiwum Główne Akt Dawnych (Archiwum Wilanowskie, sygn. 279 a) – korespondencja Czartoryskiego, rękopis: Biblioteka Czartoryskich, sygn. Ew. 589-591 (Archiwum Domowe, nr 21-23
26. Od różnych osób z lat 1776–1809, m.in. od żony, Elżbiety z Lubomirskich, z lat 1776, 1779–1780, rękopis: Archiwum Główne Akt Dawnych (Archiwum Wilanowskie, sygn. 279 b I); fragmenty cyt. J. Rudnicka: Biblioteka I. Potockiego, Wrocław 1953 „Książka w Dawnej Kulturze Polskiej” nr 4 (porównaj poz. 29, 39, 45)
27. Od A. Popławskiego 18 listów z lat 1777–1790, ogł. S. Tync w: A. Popławski: Pisma pedagogiczne, Wrocław 1957 „Biblioteka Klasyków Pedagogiki. Pisarze Polscy”
28. Od Stanisława Augusta 64 listy i 1 brulion odpowiedzi – z lat 1779–1794, rękopis: Archiwum Główne Akt Dawnych (Archiwum Wilanowskie, sygn. 184) – z lat 1783–1784, rękopis jak wyżej sygn. 279 b II (porównaj poz. 6)
29. Od G. Piramowicza z lat 1779–1794, rękopis jak wyżej sygn. 279 b I; fragmenty ogł.: W. Wisłocki: Grzegorza Piramowicza, proboszcza kurowskiego, listy z podróży do Włoch r. 1779-1780 pisane do I. Potockiego, „Rozprawa AU Wydział Filologiczny” t. 5 (1877), s. 353–369; K. Mrozowska w: G. Piramowicz: Powinności nauczyciela oraz wybór mów i listów, Wrocław (1958) „Biblioteka Narodowa” seria I, 171; także wyd. 2 Wrocław (1959); J. Platt: Sielanki i poezje sielskie Adama Naruszewicza, Wrocław 1967 „Instytut Badań Literackich PAN. Studia z Okresu Oświecenia” nr 6, s. 60–61
30. Od Jakuba Regulskiego, plenipotenta dóbr Potockich, 37 listów z lat 1779, rękopis: Archiwum Główne Akt Dawnych (Archiwum Wilanowskie, sygn. 371)
31. Od T.K. Węgierskiego 13 listów z lat 1779–1781, rękopis jak wyżej sygn. 279 a (obecnie 446); przekł. polski fragm. listu z 8 maja 1781 ogł. J.W. Gomulicki, „Nowe Książki” 1958 nr 6, s. 362 – z Paryża z 2 czerwca 1782, z odpisu Biblioteki Ossolineum sygn. 1848 (obecnie we Lwowie) ogł. L. Bernacki, „Pamiętnik Literacki” rocznik 25 (1928), s. 608
32. Od różnych osób z lat 1783–1784, m.in. od F. Barssa i J. Chreptowicza, rękopis: Archiwum Główne Akt Dawnych (Archiwum Wilanowskie, sygn. 279 b III); porównaj poz. 28, 33, 35-36, 38-40
33. Od F. Oraczewskiego w zbiorze z lat 1783–1784, rękopis: Archiwum Główne Akt Dawnych (Archiwum Wilanowskie, sygn. 279 b II) – w zbiorze z lat 1786–1788, rękopis jak wyżej sygn. 279 b IV; list z 28 grudnia 1788 ogł. M. Skorzepianka: Feliks Oraczewski, rektor Krakowskiej Szkoły Głównej, Kraków 1935, s. 183–192 – w zbiorze z lat 1789–1790, rękopis jak wyżej sygn. 279 b V
34. Od różnych osób z lat 1783–1792, rękopis jak wyżej sygn. 279 a (porównaj poz. 25, 35, 37, 39, 46)
35. Od ciotki, K. Kossakowskiej w zbiorze z lat 1783–1792, rękopis jak wyżej sygn. 279 a; niektóre ogł. z odpisów K. Waliszewski: Listy Katarzyny Kossakowskiej, Poznań 1883 – w zbiorze z lat 1783–1784, rękopis jak wyżej sygn. 279 b II – w zbiorze z lat 1785 i 1787, rękopis jak wyżej sygn. 279 b III – w zbiorze z lat 1786 i 1788, rękopis jak wyżej sygn. 279 b IV – w zbiorze z roku 1789, rękopis jak wyżej sygn. 279 b V – z lat 1799–1802, ogł. W. Tarnowski, oprac. S. Kunasiewicz jak wyżej poz. 15
36. Od J. Bielawskiego z lat 1783–1784, rękopis jak wyżej sygn. 279 b II; fragm. listu z 15 czerwca 1784 cyt. K. M. Morawski: Z wieku Łazienek, Kraków 1913, s. 143
37. Od H. Kołłątaja w zbiorze z lat 1783–1792, rękopis jak wyżej sygn. 279 a – w zbiorze z lat 1786 i 1788, rękopis jak wyżej sygn. 279 b IV – list z Lipska, rękopis jak wyżej sygn. 280 (B, 1)
38. Od E. d’Aloy z lat 1783–1784, rękopis jak wyżej sygn. 279 b II – z lat 1789–1901 około 250 lisów oraz kilka listów od innych członków legacji polskiej w Berlinie, rękopis jak wyżej sygn. 277 II; fragmenty cyt. E. Rostworowski jak wyżej poz. 13
39. Od brata, Jana Potockiego z lat 1783–1784, rękopis jak wyżej sygn. 279 b II – w zbiorze z 1783-1792, rękopis jak wyżej sygn. 279 a – w zbiorze z lat 1789–1790, rękopis jak wyżej sygn. 279 b V – z roku 1793 listy od jego żony, rękopis jak wyżej sygn. 279 b I
40. Od brata, Jerzego Potockiego z lat 1783–1784, rękopis jak wyżej sygn. 279 b II – 140 listów z lat 1789–1794, rękopis jak wyżej sygn. 227
41. Od Jana Śniadeckiego z 25 grudnia 1784 i 2 października 1790, wyd. M. Chamcówna, S. Tync w: Korespondencja Jana Śniadeckiego t. 2, Wrocław 1954
42. Od różnych osób z lat 1785 i 1787, rękopis: Archiwum Główne Akt Dawnych (Archiwum Wilanowskie, sygn. 279 b III), porównaj poz. 35, 43, 45-46
43. Od S. Piattolego z lat 1785 i 1787, rękopis jak wyżej sygn. 279 b III – z lat 1790–1792, rękopisy jak wyżej sygn. 273 I, 279 b VI, 279 b VII; fragmenty cyt. E. Rostworowski jak wyżej poz. 13 – list z Drezna, rękopis jak wyżej sygn. 280 (D. 3)
44. Od różnych osób z lat 1786 i 1788, rękopis jak wyżej sygn. 279 b IV (porównaj poz. 33, 35, 37, 45-46)
45. Od córki, Krystyny, z lat 1786–1788, rękopis jak wyżej sygn. 279 b III, IV – z lat 1792–1794, rękopis jak wyżej sygn. 279 b I
46. Od Seweryna Rzewuskiego z 11 maja 1786, rękopis: Wojewódzkie Archiwum Państwowe Kraków (Archiwum Podhoreckie, sygn. XV/1), fragmenty cyt. E. Rostworowski jak wyżej poz. 10 – z 25 września 1787 i 29 stycznia 1788; rękopisy: Archiwum Główne Akt Dawnych (Archiwum Wilanowskie, sygn. 279 a, 279 b III, IV)
47. Od różnych osób z zagranicy z lat 1788–1794: A) od posłów polskich za granicą (m.in. od: T. Morskiego 19 listów; T. Mostowskiego 15 listów); B) od emigrantów polskich; C) od posłów państw obcych; D) od innych cudzoziemców; rękopisy: Archiwum Główne Akt Dawnych (Archiwum Wilanowskie, sygn. 280), porównaj poz. 24, 37, 43, 54
48. Od różnych osób z lat 1789–1790, rękopis jak wyżej sygn. 279 b V, porównaj poz. 24, 33, 35, 39
49. Od A. Debolego z lat 1789–1791, rękopis: Ossolineum, sygn. 6848/I (Teki Kalinki t. 4)
50. Od A. Naruszewicza z 25 grudnia 1789, wyd. J. Platt w: Korespondencja Adama Naruszewicza, 1762-1796, Wrocław 1959
51. Od różnych osób z roku 1791, m.in. od S.B. Jundziłła z 10 lipca 1791; rękopis: Archiwum Główne Akt Dawnych (Archiwum Wilanowskie, sygn. 279 b VI), porównaj poz. 43
52. Od Piotra Birona z roku 1791, rękopis jak wyżej sygn. 11/30
53. Od F. Zabłockiego z 22 lipca 1791, ogł. R. Kaleta w: Nawracanie posła, „Pamiętnik Literacki” rocznik 46 (1958), zeszyt 3; przedr. „Przegląd Humanistyczny” 1963 nr 4
54. Od J. U. Niemcewicza z lat 1791–1792, rękopis: Ossolineum, sygn. 1855/II; fragmenty cyt. A. Goriaczko: Gazeta Narodowa i Obca, Wrocław 1953 „IBL. Studia Histroyczno-Literackie” nr 12, s. 27–31 – 57 listów z lat 1792–1794, rękopis: Archiwum Główne Akt Dawnych (Archiwum Wilanowskie, sygn. 279 B IV); fragmenty ogł. E. Kipa, „Pamiętnik Literacki” rocznik 48 (1957), zeszyt 1 – z 29 marca 1803, ogł. W. Tarnowski, oprac. S. Kunasiewicz, jak wyżej poz. 15 (z błędnym datowaniem: 1813; także ogł. list od W. Engeströma z 28 stycznia 1809) – z roku 1804, rękopis: Biblioteka Narodowa, nr akc. 6930 (z Archiwum Wilanowskiego, sygn. 216)
55. Od różnych osób z roku 1792, rękopis: Archiwum Główne Akt Dawnych (Archiwum Wilanowskie, sygn. 279 b VII), porównaj poz. 24, 43
56. Od ks. J. Poniatowskiego z lipca 1792, rękopis jak wyżej sygn. 106
57. Tajna korespondencja z Warszawy w latach 1792–1794, listy Jana i Ludwika Dembowskich, J. Świętorzeckiego, Ł. Jankowskiego i in., rękopis jak wyżej sygn. 194; wyd. (ze skrótami) M. Rymszyna, A. Zahorski, Warszawa 1961 „Studia i Materiały z Dziejów Polskich w Okresie Oświecenia” nr 4
58. Od J. Wybickiego z lat 1796–1797 dwa listy, ogł. W. Smoleński: Emigracja polska, „Przegląd Historyczny” t. 10 (1910), s. 87, 92 i odb., Warszawa 1911; porównaj ponadto: Archiwum Wybickiego t. 1, wyd. A.M. Skałkowski, Gdańsk 1948, s. 96
59. Od T. Czackiego z lat 1803–1808 i brulion odpowiedzi, rękopis: Archiwum Główne Akt Dawnych (Archiwum Wilanowskie, sygn. 136)
60. Liste alphabétique à mon usage des éditeurs et imprimeurs qui ont les mieux mérites des letters; Notes alphabétiques des principaux ouvrages, cahiers, Rome 1769; Dzienniczek; Notes de mon voyage de Varsovie à Pyrmont, rękopis: Archiwum Główne Akt Dawnych (Archiwum Wilanowskie, sygn. 273 I–II), fragmenty cyt. J. Rudnicka jak wyżej poz. 25
61. Hrabia Potocki jest winien panu Tomatisowi... Rachunek franc. w przekładzie język polski z odpisu J.W. Gomulicki: Rachunek dla szulera, „Nowe Książki” 1960 nr 4
62. Pisma z kancelarii prywatnej I. Potockiego dotyczące Komisji Edukacji Narodowej, rękopis: Archiwum Główne Akt Dawnych (Archiwum Wilanowskie, sygn. 309 a)
63. Różne papiery i pisma, rękopis jak wyżej sygn. 313 I–II.

## Opracowania monograficzne (nt. Potockiego)
- K. M. Norawski: I. Potocki. cz. 1. 1750-1788, wyd. ze wstępem Sz. Askenazego, Kraków 1911, „Monografie w Zarysie Dziejów Nowożytnych” nr 21.